# Taylah Preston
Taylah Preston (født 27. november 2005 i Perth, Australien) er en professionel tennisspiller fra Australien.